# Lijst van Nederlandse deelnemers aan de Olympische Zomerspelen van 1960
Dit is een lijst van Nederlandse deelnemers aan de Olympische Zomerspelen van 1960 in Rome.
| Olympiër                        | Sport                    | Onderdeel                                                                                  | Ervaring  |
| ------------------------------- | ------------------------ | ------------------------------------------------------------------------------------------ | --------- |
| Loek Alflen                     | Grieks-Romeins worstelen | bantamgewicht (tot 57 kg)                                                                  | debutant  |
| Peter Bakker                    | roeien                   | dubbeltwee                                                                                 | debutant  |
| Wim de Beer                     | hockey                   | team                                                                                       | debutant  |
| Jacq van den Berg               | zeilen                   | drakenklasse                                                                               | debutant  |
| Joke Bijleveld                  | atletiek                 | verspringen                                                                                | debutant  |
| Steven Blaisse                  | roeien                   | twee zonder stuurman                                                                       | debutant  |
| Jan Just Bos                    | roeien                   | twee met stuurman                                                                          | debutant  |
| Elly Botbijl                    | schermen                 | floret individueel floret team                                                             | debutant  |
| Jan Bouwman                     | zwemmen                  | 100 m vrije slag                                                                           | debutant  |
| Patrick Buteux van der Kamp     | hockey                   | team                                                                                       | debutant  |
| Carel Dekker                    | hockey                   | team                                                                                       | debutant  |
| Thom van Dijck                  | hockey                   | team                                                                                       | debutant  |
| Maarten van Dis                 | roeien                   | twee met stuurman                                                                          | debutant  |
| Rini Dobber                     | zwemmen                  | 100 m rugslag                                                                              | debutant  |
| Fred van Dorp                   | waterpolo                | team                                                                                       | debutant  |
| Biem Dudok van Heel             | zeilen                   | drakenklasse                                                                               | 3e Spelen |
| Bas van Duivenbode              | boksen                   | zwaarweltergewicht (tot 71 kg)                                                             | debutant  |
| Wim van Duyl                    | zeilen                   | drakenklasse                                                                               | 3e Spelen |
| Max Dwinger                     | schermen                 | degen individueel                                                                          | debutant  |
| Cocki van Engelsdorp Gastelaars | zwemmen                  | 100 m vrije slag 4 x 100 m vrije slag estafette                                            | debutant  |
| Jan Willem van Erven Dorens     | hockey                   | team                                                                                       | debutant  |
| Frans Fiolet                    | hockey                   | team                                                                                       | debutant  |
| Nel Fritz                       | turnen                   | meerkamp individueel meerkamp team brug ongelijk evenwichtsbalk paardsprong vrije oefening | debutant  |
| Wim Gerlach                     | boksen                   | lichtgewicht (tot 60 kg)                                                                   | debutant  |
| Mees Gerritsen                  | wielrennen               | tandem                                                                                     | debutant  |
| Toon Geurts                     | kanovaren                | K-2 1000 m K1 4x500 m estafette                                                            | debutant  |
| Jan van Gooswilligen            | hockey                   | team                                                                                       | debutant  |
| Aad de Graaf                    | wielrennen               | 1000 m sprint                                                                              | debutant  |
| Egbert de Graeff                | hockey                   | team                                                                                       | debutant  |
| Ada den Haan                    | zwemmen                  | 200 m schoolslag 4x100 m wisselslag estafette                                              | debutant  |
| Marianne Heemskerk              | zwemmen                  | 100 m vlinderslag 4x100 m wisselslag estafette                                             | debutant  |
| Jaap Helder                     | zeilen                   | flying dutchman klasse                                                                     | debutant  |
| Henk Hermsen                    | waterpolo                | team                                                                                       | debutant  |
| Dini Hobers                     | atletiek                 | hoogspringen                                                                               | debutant  |
| Freddie Hooghiemstra            | hockey                   | team                                                                                       | debutant  |
| Jan Hugens                      | wielrennen               | wegwedstrijd 100 km ploegentijdrit                                                         | debutant  |
| Bep Ipenburg-Drommel            | turnen                   | meerkamp individueel meerkamp team brug ongelijk evenwichtsbalk paardsprong vrije oefening | debutant  |
| Jan Janssen                     | wielrennen               | wegwedstrijd                                                                               | debutant  |
| Jan Jiskoot                     | zwemmen                  | 100 m rugslag 4x100 m wisselslag estafette                                                 | debutant  |
| Eef Kamerbeek                   | atletiek                 | tienkamp                                                                                   | debutant  |
| Nina Kleijweg                   | schermen                 | floret individueel floret team                                                             | debutant  |
| Marius Klumperbeek              | roeien                   | vier met stuurman                                                                          | debutant  |
| Ben Kniest                      | waterpolo                | team                                                                                       | debutant  |
| Ruud Knuppe                     | kanovaren                | K-2 1000 m K-1 4x500 m estafette                                                           | debutant  |
| Cees Koch                       | atletiek                 | discuswerpen                                                                               | debutant  |
| Gretta Kok                      | zwemmen                  | 200 m schoolslag                                                                           | debutant  |
| Leni Kokkes-Hanepen             | schermen                 | floret team                                                                                | debutant  |
| Gerrit Korteweg                 | zwemmen                  | 200 m vlinderslag 4x100 m wisselslag estafette                                             | debutant  |
| Gerda Kraan                     | atletiek                 | 800 meter                                                                                  | debutant  |
| Lex van Kreuningen              | wielrennen               | wegwedstrijd 100 km ploegentijdrit                                                         | debutant  |
| Ron Kroon                       | zwemmen                  | 100 m vrije slag 4x100 m wisselslag estafette                                              | debutant  |
| Frans Künen                     | atletiek                 | marathon                                                                                   | debutant  |
| Ine ter Laak-Spijk              | atletiek                 | 800 m                                                                                      | debutant  |
| Tineke Lagerberg                | zwemmen                  | 400m vrije slag 4x100 m wisselslag estafette                                               | debutant  |
| Cees Lagrand                    | kanovaren                | K-1 4x500 m estafette                                                                      | debutant  |
| Harry Lamme                     | waterpolo                | team                                                                                       | debutant  |
| Piet van der Lans               | wielrennen               | 4000 m ploegenachtervolging                                                                | debutant  |
| Gerard Lautenschutz             | zeilen                   | flying dutchman klasse                                                                     | debutant  |
| Jaap Leemhuis                   | hockey                   | team                                                                                       | debutant  |
| Bram Leenards                   | waterpolo                | team                                                                                       | debutant  |
| René Lotz                       | wielrennen               | wegwedstrijd 100 km ploegentijdrit                                                         | debutant  |
| Greetje Lugthart                | schoonspringen           | 3-m plank                                                                                  | debutant  |
| Lineke Majolee                  | turnen                   | meerkamp individueel meerkamp team brug ongelijk evenwichtsbalk paardsprong vrije oefening | debutant  |
| Wieger Mensonides               | zwemmen                  | 200 m schoolslag 4x100 m wisselslag estafette                                              | debutant  |
| Ria Meyburg                     | turnen                   | meerkamp individueel meerkamp team brug ongelijk evenwichtsbalk paardsprong vrije oefening | debutant  |
| Frank Moerman                   | roeien                   | vier met stuurman                                                                          | debutant  |
| Hans Muller                     | waterpolo                | team                                                                                       | debutant  |
| Henk Nijdam                     | wielrennen               | 4000 m ploegenachtervolging                                                                | debutant  |
| Theo Nikkessen                  | wielrennen               | 4000 m ploegenachtervolging                                                                | debutant  |
| Riet Noels                      | schermen                 | floret individueel floret team                                                             | debutant  |
| Jaap Oudkerk                    | wielrennen               | 4000 m ploegenachtervolging                                                                | debutant  |
| Gerard Overdijkink              | hockey                   | team                                                                                       | debutant  |
| Rinus Paul                      | wielrennen               | tandem                                                                                     | debutant  |
| Leo Piek                        | Grieks-Romeins worstelen | lichtgewicht (tot 67 kg)                                                                   | debutant  |
| Thea du Pon                     | schoonspringen           | 3-m plank                                                                                  | debutant  |
| Sieta Posthumus                 | zwemmen                  | 4x100 m vrije slag estafette                                                               | debutant  |
| Harro Ran                       | waterpolo                | team                                                                                       | debutant  |
| Lex Redelé                      | roeien                   | skiff                                                                                      | debutant  |
| Ko Rentmeester                  | roeien                   | dubbeltwee                                                                                 | debutant  |
| Jan de Rooij                    | boksen                   | bantamgewicht (tot 54 kg)                                                                  | debutant  |
| Ab Rosbag                       | Grieks-Romeins worstelen | weltergewicht (tot 73 kg)                                                                  | debutant  |
| Danny van Rossem                | schermen                 | floret individueel floret team                                                             | debutant  |
| Toon de Ruiter                  | roeien                   | vier met stuurman                                                                          | debutant  |
| Gerrit de Ruiter                | hockey                   | team                                                                                       | debutant  |
| Corrie Schimmel                 | zwemmen                  | 400 m vrije slag                                                                           | debutant  |
| Bert Sitters                    | zwemmen                  | 200 m vlinderslag                                                                          | debutant  |
| Hans Sleeswijk                  | zeilen                   | finn klasse                                                                                | debutant  |
| Ab Sluis                        | wielrennen               | 100 km ploegentijdrit                                                                      | debutant  |
| Ype Stelma                      | roeien                   | vier met stuurman                                                                          | debutant  |
| Theo Terlingen                  | hockey                   | team                                                                                       | debutant  |
| Erica Terpstra                  | zwemmen                  | 100 m vrije slag 4x100 m wisselslag estafette                                              | debutant  |
| Herman Timme                    | atletiek                 | tienkamp                                                                                   | debutant  |
| Piet van der Touw               | wielrennen               | 1000 m sprint 1000 m tijdrit                                                               | debutant  |
| Jopie Troost                    | zwemmen                  | 4x100 m vrije slag estafette                                                               | debutant  |
| Ernst Veenemans                 | roeien                   | twee zonder stuurman                                                                       | debutant  |
| Hennie van der Velde            | zwemmen                  | 4x100 m vrije slag estafette                                                               | debutant  |
| Ria van Velsen                  | zwemmen                  | 100 m rugslag 4x100 m wisselslag estafette                                                 | debutant  |
| Maria Teuntje van Velsen        | turnen                   | meerkamp individueel meerkamp team brug ongelijk evenwichtsbalk paardsprong vrije oefening | debutant  |
| Ben Verhagen                    | zeilen                   | flying dutchman klasse                                                                     | debutant  |
| Henk Visser                     | atletiek                 | verspringen                                                                                | 2e Spelen |
| Atie Voorbij                    | zwemmen                  | 100 m vlinderslag                                                                          | debutant  |
| Harry Vriend                    | waterpolo                | team                                                                                       | debutant  |
| Theo van Vroonhoven             | hockey                   | team                                                                                       | debutant  |
| Hans Wagener                    | hockey                   | team                                                                                       | debutant  |
| Nel Wambach                     | turnen                   | meerkamp individueel meerkamp team brug ongelijk evenwichtsbalk paardsprong vrije oefening | debutant  |
| Henk Wamsteker                  | roeien                   | vier met stuurman                                                                          | debutant  |
| Chick Weijzen                   | kanovaren                | K-1 1000 m K-1 4x500 m estafette                                                           | debutant  |
| Arnold Wientjes                 | roeien                   | twee met stuurman                                                                          | debutant  |
| Fred van der Zwan               | waterpolo                | team                                                                                       | debutant  |
| Eddie Zwier                     | hockey                   | team                                                                                       | debutant  |
| Nel Zwier                       | atletiek                 | hoogspringen                                                                               | debutant  |